# Cantón Urellana
Cantón Urellana är en kanton i Ecuador.   Den ligger i provinsen Orellana, i den centrala delen av landet, 170 km öster om huvudstaden Quito.